# Делимобиль
Делимоби́ль (dʲɪˈlʲimɐˈbʲilʲ) — крупнейший российский сервис краткосрочной аренды автомобилей, запущенный в 2015 году. «Делимобиль» работает в ряде городов России, численность его автопарка составляет более 30 500 автомобилей.

## История
В ноябре 2014 года власти Москвы заявили о намерении создать сервис краткосрочной аренды автомобилей — по аналогии с западноевропейскими городами. Предполагалось, что этим займётся частная компания, а город окажет поддержку в виде предоставления инфраструктуры и парковочных мест.
Летом 2015 года был анонсирован запуск сервиса «Делимобиль» в Москве в августе, фактическое открытие состоялось 10 сентября в ходе торжественной церемонии в центре Москвы. В Санкт-Петербург компания пришла в конце 2016 года, причём жителям был доступен автопарк размером порядка 100 автомобилей, в то время как у конкурентов в общей сложности было 60. В следующем году планировалось нарастить автопарк в Санкт-Петербурге до 300 машин.
В 2017 году появилась возможность регистрации в сервисе через фирменное приложение без необходимости посещения офиса или вызова курьера.

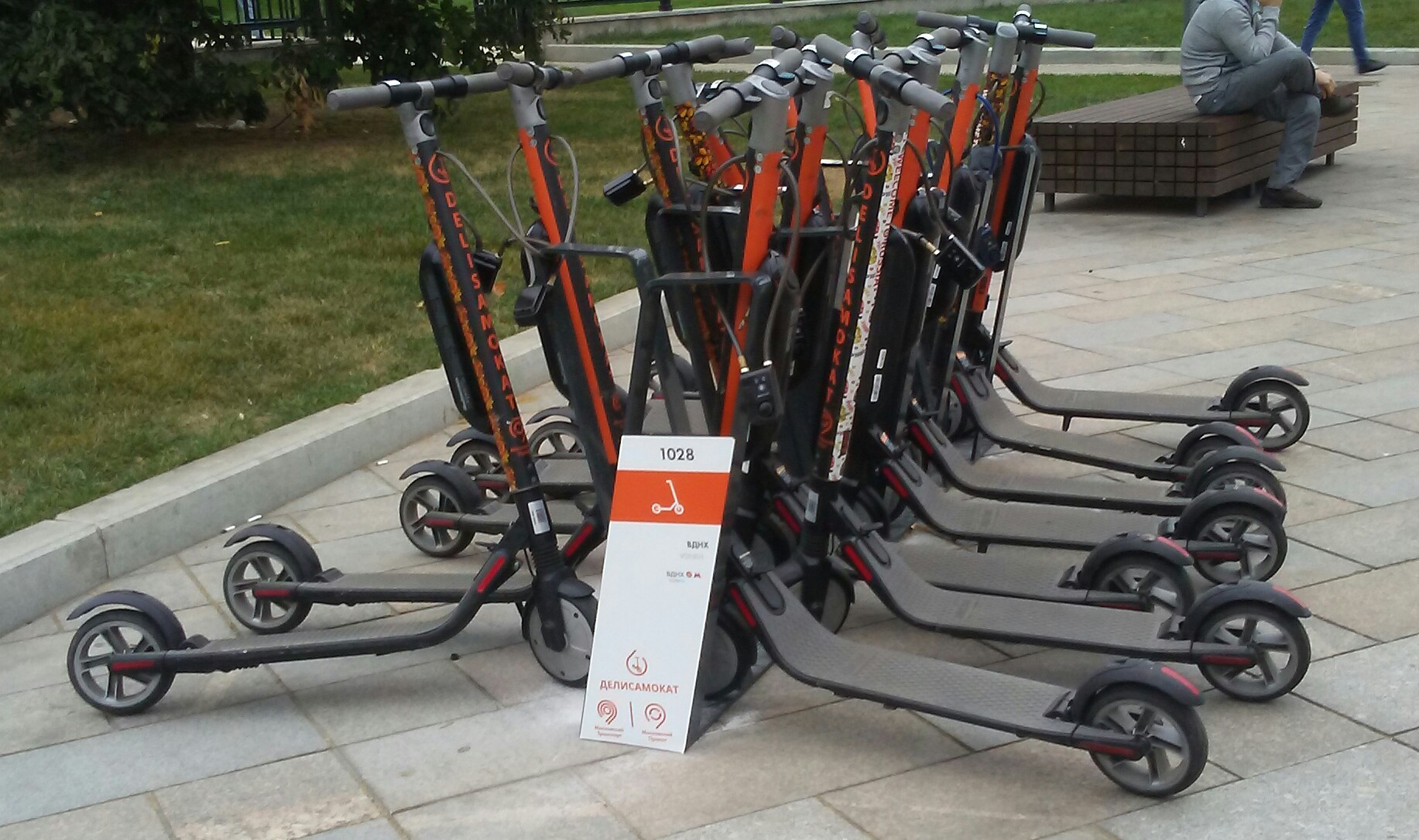
Электросамокаты сервиса «Делисамокат» на станции в Москве

В мае 2018 года компания приобрела каршеринговый сервис Anytime, что увеличило автопарк до 4 000 машин и позволило занять ведущее положение в России. В том же году началась зарубежная экспансия, были запущены сервисы в Белоруссии и Казахстане, в 2019 году — в Чехии. За пределами России компания работает под брендом Anytime, так как «Делимобиль» лучше понятен русскоязычной аудитории.
Также, в 2018 году, был запущен сервис проката станционных электросамокатов «Делисамокат».
В начале 2019 года «Делимобиль» стал подключать корпоративных клиентов и увеличил свой автопарк в два раза, добавив автомобили бизнес-класса. В этом же году компания сделала ребрендинг и редизайн приложения. Это стало поворотным моментом: появились фикс-тарифы, уникальный для каршерингового рынка абонемент «проездной» и другие новые опции. Также компания расширила прокат электросамокатов, запустив их в Нижнем Новгороде и в Ставрополе. Однако, в конце года «Делисамокат» прекратил работу, проработав чуть меньше двух сезонов.
Позднее было объявлено о планах на IPO. Компания намеревалась провести листинг акций в Нью-Йорке, а затем — на Московской бирже, с тем, чтобы привлечь порядка $300 млн для развития бизнеса в Москве и дальнейшей экспансии в регионы и за рубеж.
В 2020 году в условиях значительно выросшего онлайн-шопинга «Делимобиль» запустил новый b2b-сервис, предлагая партнёрам свои автомобили с водителями для доставки товаров.
На сентябрь 2020 года автопарк компании составил 15 тысяч автомобилей. Количество пользователей сервиса — более 5 млн, а количество аренд в сутки превысило 80 тысяч.
В 2021 году в Нижнем Новгороде в пилотном режиме появились экологичные машины каршеринга: часть автопарка компании будет переведена на биотопливо. Для этого 150 автомобилей оснастят экофрендли-оборудованием и модифицируют двигатели под питание природным газом метаном. Проект реализован в партнёрстве с компанией «Газпром Газомоторное Топливо».
В ноябре 2021 года первое в мире IPO каршеринговой компании, Delimobil Holding S.A., затянулось на Нью-Йоркской фондовой бирже из-за переговоров с «дополнительными» инвесторами. Компания также подала заявку на IPO на Московской бирже.
29 января 2024 года «Каршеринг Руссия» объявила о начале приема заявок на IPO. Размещение на Московской бирже прошло по верхней границе ценового диапазона — 265 рублей за акцию. Объём IPO составил 4,2 миллиарда рублей, в свободную продажу поступило 9% акций, выпущенных в рамках специальной допэмиссии. По итогам размещения капитализация «Делимобиля» составила 46,6 миллиардов рублей. Торги акциями начались 7 февраля.

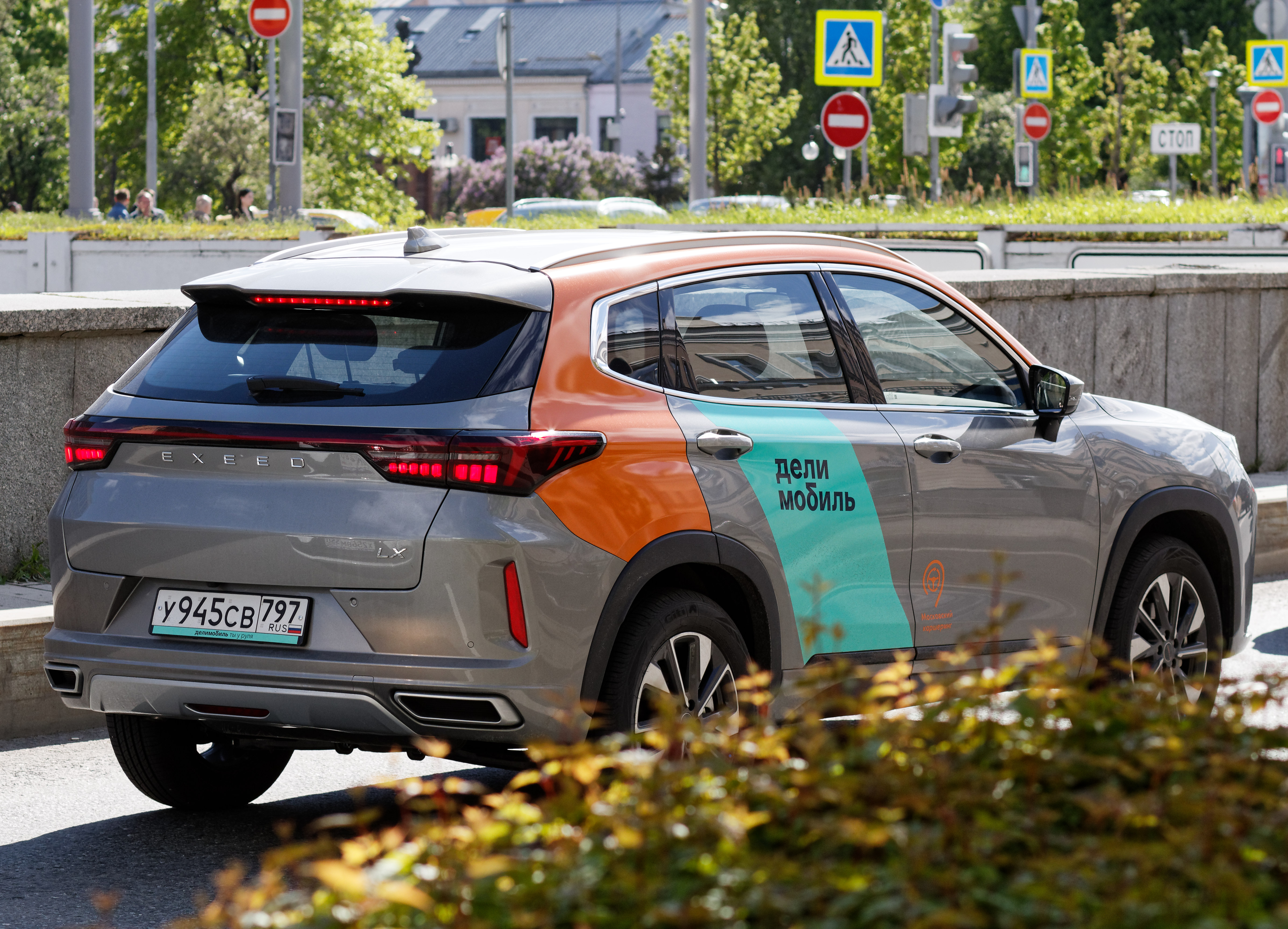
Exeed LX с новым оформлением в Москве, 2025

В апреле 2025 года «Делимобиль» провёл «ребрендинг»: обновил визуальный стиль и сменил дизайн оклейки машин — название компании на ней пишется в две строки.
Новая айдентика призвана объединить все новые продукты и бизнес-юниты в единую структуру бренда.
Обновление айдентики:
- Новый логотип
- Новые цвета и слоган
- Новая оклейка автомобилей

## Владельцы
«Делимобиль» основан компанией «Каршеринг Руссия», принадлежащей другой компании — «Mikro Kapital Group», зарегистрированной в Люксембурге. Бенефициаром организаций является Винченцо Трани, проживающий в России с 2000 года и ранее работавший в банковских структурах. Ему принадлежит 69% активов «Делимобиля». 11% и 10% принадлежит Алексею Градову и Артуру Меликяну. Все трое связаны с Василием Шестаковым — президентом Международной федерации самбо и бывшим тренером Владимира Путина. Ещё 20% принадлежит Андрею Сергееву — сотруднику Concern General Invest, которую основал Винценцо Трани. Согласно расследованию РБК, высокопоставленные связи помогли Делимобилю снизить стоимость парковочного места для автомобилей более чем в 4 раза.
В июне 2021 года стало известно, что «ВТБ Капитал» купит миноритарную долю в Delimobil Holding S.A — головной компании каршеринговых сервисов «Делимобиль» и Anytime и сервиса аренды авто Anytime.Prime. Сумма сделки составит $75 млн.
С февраля 2024 года 9% акций компании находятся в свободном обороте

## Парк автомобилей

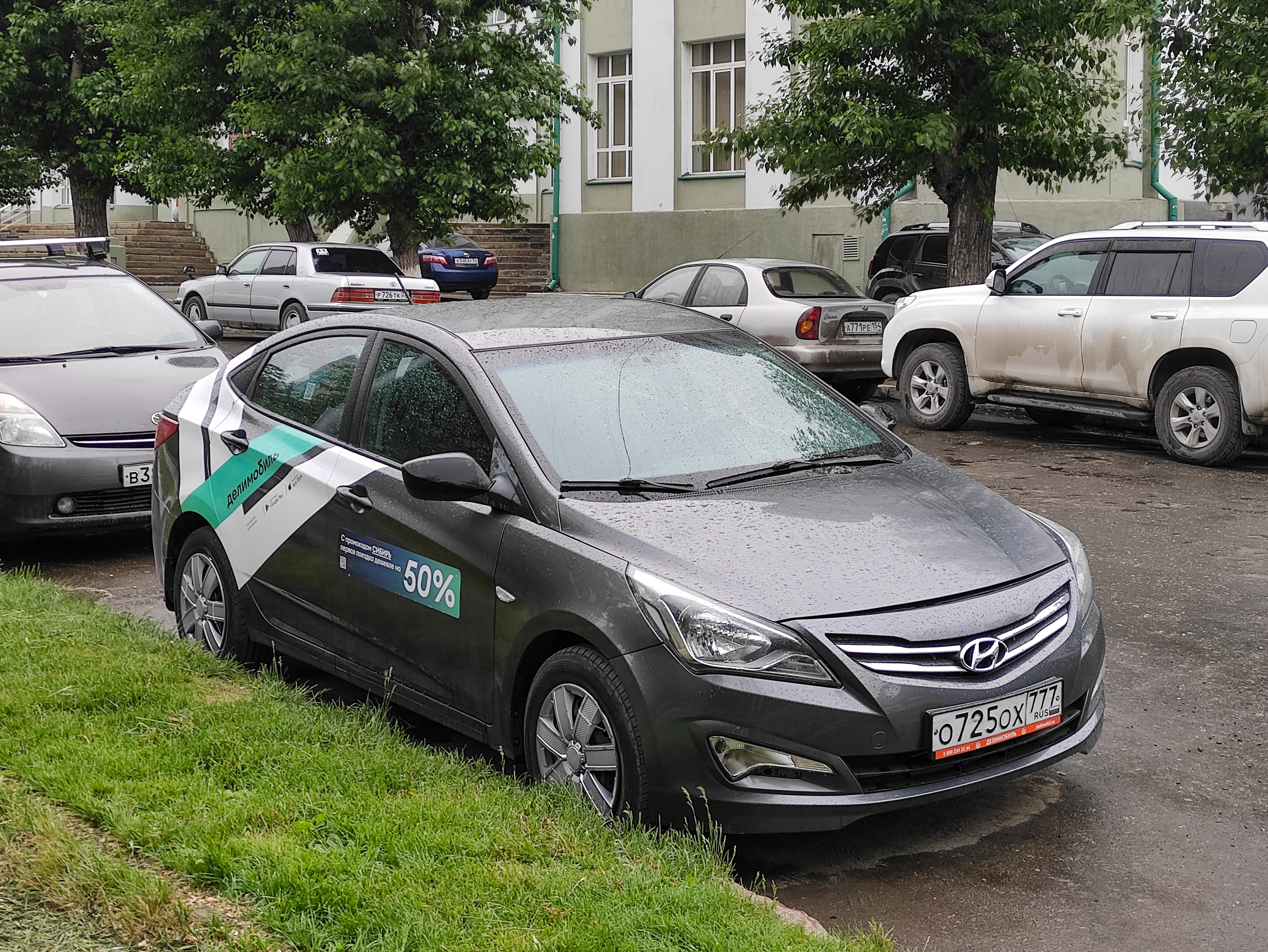
Нынешняя расцветка автомобилей (во всех городах, кроме Москвы)

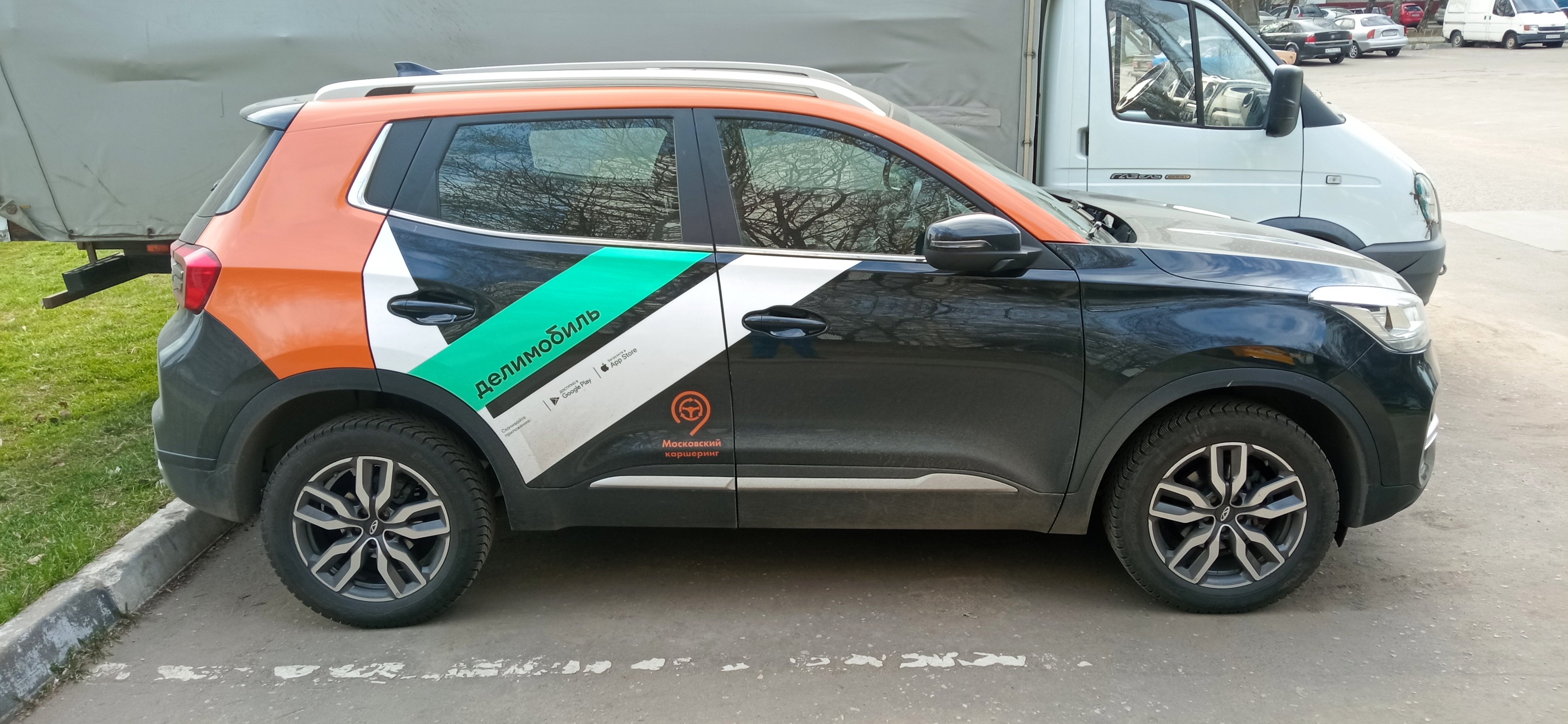
Chery Tiggo 4 в Москве

На момент запуска сервиса в сентябре 2015 года парк компании состоял из ста автомобилей Hyundai Solaris российской сборки, имевших яркую серо-оранжевую расцветку. К февралю 2016 года количество автомобилей увеличилось до 500. В августе 2016 года каршеринг приобрёл ещё 200 автомобилей, тем самым увеличив парк до 700 машин. В начале 2017 года парк автомобилей был увеличен до 1300 автомобилей, из которых 1200 находилось в Москве и 100 в Санкт-Петербурге. Пополнение произошло, в основном, новыми Hyundai Solaris с АКПП.
В начале 2018 года автомобильный парк «Делимобиль» в Москве расширился до 1970 машин.

## «Делимобиль» в городах России
17 декабря 2016 года компания «Делимобиль» запустила сервис в Санкт-Петербурге, начальный автопарк составил 100 автомобилей. Официальная церемония состоялась 30 января 2017 года, в ней приняли участие губернатор Георгий Полтавченко и генеральный консул Италии в Санкт-Петербурге Леонардо Бенчини, а также руководители ООО «Каршеринг Руссия» (позднее — ПАО).
С 2017 года компания начала активно открываться в других городах, закупая для Москвы новые автомобили и передислоцируя старые (в основном, Hyundai Solaris). Так, осенью заработала аренда автомобилей в Уфе и Нижнем Новгороде.
30 января 2018 года состоялся запуск сервиса в Екатеринбурге, 13 февраля — в Грозном, 20 февраля — в Самаре, 28 февраля — в Новосибирске.
20 июня Делимобиль заработал в Краснодаре, причём для поездок было доступно всё черноморское побережье, включая курорты Анапа, Сочи, Туапсе, Новороссийск и Геленджик.
4 сентября сервис появился в Красноярске, 18 октября — в Ростове-на-Дону.
14 ноября 2019 года «Делимобиль» стал доступен в Туле.
В мае 2020 года в связи с экономическими последствиями пандемии COVID-19 сервис прекратил работу в Уфе, Красноярске, Ростове-на-Дону и в Грозном. Позднее, сервис возобновил свою работу в Ростове-на-Дону.
26 июня 2024 года, глава Республики Башкортостан Радий Хабиров сообщил, что Компания «Делимобиль» 28 июня запустит в Уфе систему каршеринга, в сервисе будет работать 500 автомобилей разного класса.
В январе 2025 года сервис появился в Перми.
28 апреля 2025 года сервис появился в Ярославле.
В мае 2025 года в рамках стратегии регионального развития сервис появился в городе Александрове Владимирской области.

## Критика
В мае 2016 года компания оказалась в центре скандала: компанию обвинили во введении клиентов в заблуждение относительно сумм, которые придётся заплатить в случае аварии. В блогах была распространена история пользователя, с которого после ДТП потребовали более полумиллиона рублей, а ответ представителей «Делимобиля» вызвал ещё больше возмущённых комментариев и критики. Компания обвинила клиента в шантаже и сговоре с конкурентами, отказавшись признавать вину. Реакция сотрудников компании в сети на обвинения вызвала резкий негатив пользователей. По мнению экспертов, это дело — пример поразительных ошибок пиар-представителей компании: «Этот кейс (…) войдет в книги о современном пиаре». После скандала тарифная сетка была дополнена отдельным тарифом со страхованием каско.